# Sacha Vierny
Sacha Vierny (Bois-le-Roi, 10 agosto 1919 – Vannes, 15 maggio 2001) è stato un direttore della fotografia francese.

## Biografia
Divenne conosciuto in particolare per la sua collaborazione con il regista francese Alain Resnais (hanno lavorato insieme per 10 film, dal 1955 al 1984) e con il regista britannico Peter Greenaway (8 film, più vari cortometraggi, dal 1985 al 1999).

## Filmografia parziale
- Notte e nebbia (Nuit et brouillard), regia di Alain Resnais – documentario (1955)
- Hiroshima mon amour, regia di Alain Resnais (1959)
- L'anno scorso a Marienbad (L'année dernière à Marienbad), regia di Alain Resnais (1961)
- Muriel, il tempo di un ritorno (Muriel), regia di Alain Resnais (1963)
- Aimez-vous les femmes?, regia di Jean Léon (1964)
- La guerra è finita (La guerre est finie), regia di Alain Resnais (1966)
- Bella di giorno (Belle de jour), regia di Luis Buñuel (1967)
- Nemici... per la pelle (Le Tatoué), regia di Denys de La Patellière (1968)
- Caroline chérie, regia di Denys de La Patellière (1968)
- Stavisky il grande truffatore (Stavisky), regia di Alain Resnais (1974)
- Baxter, Vera Baxter, regia di Marguerite Duras (1977)
- Mio zio d'America (Mon oncle d'Amérique), regia di Alain Resnais (1980)
- Ormai sono una donna (Beau-pere), regia di Bertrand Blier (1981)
- La femme publique, regia di Andrzej Żuławski (1984)
- L'amour à mort, regia di Alain Resnais (1984)
- Lo zoo di Venere (A Zed & Two Noughts), regia di Peter Greenaway (1985)
- Il ventre dell'architetto (The Belly of an Architect), regia di Peter Greenaway (1987)
- Giochi nell'acqua (Drowning by Numbers), regia di Peter Greenaway (1988)
- Il cuoco, il ladro, sua moglie e l'amante (The Cook the Thief His Wife & Her Lover), regia di Peter Greenaway (1989)
- L'ultima tempesta (Prospero's Books), regia di Peter Greenaway (1991)
- Il bambino di Mâcon (The Baby of Mâcon), regia di Peter Greenaway (1993)
- I racconti del cuscino (The Pillow's Book), regia di Peter Greenaway (1996)
- 8 donne e ½ (8 ½ Women), regia di Peter Greenaway (1999)